# Positielijn

Plaatsbepaling met radarpeiling en -afstand van een kenbaar punt.

Een positielijn is lijn waarop een bepaalde navigatiegrootheid — vaak een peiling of afstand — een constante waarde heeft. Door meerdere positielijnen te combineren, kan de positie worden verkregen, eventueel na verzeiling als er vaart wordt gelopen en de peilingen niet tegelijkertijd zijn genomen. Om een acceptabele nauwkeurigheid van de positie te verkrijgen, moet de snijding van peilingen tussen de 30° en de 150° liggen. Omdat een gevonden positie bij elke navigatiemethode een bepaalde mate van onnauwkeurigheid heeft, wordt ook wel gesproken van de meest waarschijnlijke standplaats (MWS).
De lijnen kunnen door de navigator gecombineerd worden in een kaart. Moderne elektronische navigatiesystemen, zoals satellietplaatsbepaling combineren deze lijnen zelf en tonen direct de resulterende geografische coördinaten.
Er zijn verschillende positelijnen te verkrijgen, afhankelijk van de gekozen plaatsbepalingsmethode:
- peilingslijnen of azimutale positielijnen:

Hyperbolische positielijnen van twee Loranstations.

  - zichtpeilingen;
  - radarpeilingen;
  - RC-peilingen;
- circulaire positielijnen:
  - afstandsmeting:
    - radarafstand;
    - hoogtemeting met sextant;

  - horizontale hoekmeting:
    - sextant;
    - zichtpeilingen;

  - hoogteparallel;
  - GPS;

- hyperbolische positielijnen:
  - Omegasysteem;
  - Deccasysteem;
  - Loransysteem;
  - Transit
- andere positielijnen:
  - parallel-index-methode;
  - lichtenlijn;
  - bathymetrische positielijn